# Renata Viganò
Renata Viganò (Bologna, 17 giugno 1900 – Bologna, 23 aprile 1976) è stata una scrittrice, poetessa e partigiana italiana.
Scrittrice precoce, a soli 13 anni riuscì a far pubblicare, nel 1913, la sua prima raccolta di poesie, Ginestra in fiore, seguita nel 1916 da Piccola Fiamma, ma raggiunse una certa notorietà solamente nel 1949 con L'Agnese va a morire, romanzo d'impianto neorealistico tra i più intensi della narrativa ispirata alla Resistenza.

## Biografia

Un'immagine di Renata Viganò.

Renata Viganò si appassionò fin da piccola alla letteratura e coltivava un sogno: fare da grande il medico. Tuttavia le difficoltà economiche subentrate in famiglia la indussero ad interrompere il liceo e, con senso del sacrificio e una maturazione affrettata e non voluta, ad entrare nel mondo del lavoro come inserviente e poi infermiera negli ospedali bolognesi.
Entrando nel mondo politico conobbe il suo futuro marito, Antonio Meluschi, il cui incontro influenzò radicalmente il suo modo di vedere, orientandola infatti verso la sinistra (socialismo).
Questo suo impegno al servizio dei bisognosi non le impedì di scrivere per quotidiani e periodici, elzeviri, poesie, racconti sino all'8 settembre 1943.
Con la firma dell'armistizio la sua vita ebbe una svolta esistenziale: assieme al marito Antonio Meluschi e il figlio Agostino, l'infermiera-scrittrice partecipò alla lotta partigiana come staffetta, infermiera e collaborando alla stampa clandestina.
Di questo periodo disagiato, ma intriso di sano idealismo esistenziale, fu pervasa la susseguente produzione letteraria. L'Agnese va a morire (1949), romanzo tradotto in quattordici lingue, rappresentò il punto più alto; vinse il secondo premio al Viareggio e costituì il soggetto per il film omonimo diretto da Giuliano Montaldo.
Il romanzo racconta vicende partigiane con onesta semplicità da cronista e spirito di sincera adesione agli eventi, e fu considerato negli anni del dopoguerra un esempio, una testimonianza della narrativa neorealista.
Collaborò con il Pioniere tra il 1960 e il 1962 pubblicando tre racconti: La Bambola brutta (1960), La bambina negra (1960) e La Fuga (1962).
Pubblicò nel 1950 un racconto sulla rivista Il Falco Rosso dal titolo: I bambini di Marzabotto  N° 1 del 1950.
Vale la pena di ricordare, tra le opere della Viganò, almeno altri due libri sul tema della Guerra di Liberazione: Donne della Resistenza (1955), ventotto affettuosi ritratti di antifasciste bolognesi cadute, e Matrimonio in brigata (1976), una raccolta di efficaci racconti partigiani, uscito proprio l'anno in cui la scrittrice è scomparsa.
Due mesi prima della morte, a Renata Viganò fu assegnato il premio giornalistico Bolognese del mese, per il suo stretto rapporto con la realtà popolare della città.

## Premi e riconoscimenti
- Nel 1949 secondo premio per la narrativa al Premio Viareggio.[3]
- Nel 1976 le fu assegnato il premio giornalistico Bolognese del mese.[4]
- Alcune città fra cui Ferrara e Bologna le hanno dedicato vie e giardini[5].

## Opere
- Ginestra in fiore. Liriche, Bologna, Beltrami, 1913.
- Piccola fiamma. Liriche (1913-1915), Milano, Alfieri & Lacroix, 1916.
- Il lume spento, Milano, Quaderni di poesia, 1933.
- L'Agnese va a morire, Torino, Einaudi, 1949.
- Mondine, Modena, Tip. Modenesi, 1952.
- Arriva la cicogna, Roma, Edizioni di Cultura Sociale, 1954.
- Donne della Resistenza, Bologna, STEB, 1955. [Ritratti di donne partigiane pubblicato in occasione della Festa dell’Unità di Bologna 1955]
- Ho conosciuto Ciro, Bologna, Tecnografica emiliana, 1959.
- Una storia di ragazze, Milano, Del Duca, 1962.
- Matrimonio in brigata, Milano, Vangelista, 1976.
- Rosario. Libera interpretazione dei quindici misteri del rosario scritta da me, non credente, per puro amore di leggenda e poesia, Bologna, A.N.P.I., 1984. [poesie pubblicate dall'ANPI Bologna in 100 copie, con incisioni di Guttuso, Covili].
- Sonetti inediti, Bologna, A.N.P.I., 1984.
- La bambola brutta. Storia di Eloisa partigiana, illustrazioni Viola Niccolai, a cura di "Brigata Viganò": Dafne Carletti, Sofia Fiore, Margherita Occhilupo, Marta Selleri, Elena Sofia Tarozzi e Tiziana Roversi, Bologna, Tipografia Negri, 2017. [Nuova edizione del racconto pubblicato la prima volta in "Pioniere", 1960]